# Zhang Zao
Zhang Zao (chiń. 张枣; ur. 1962, zm. 2010) – chiński poeta. Urodził się w grudniu 1962 w Changsha, w prowincji Hunan. Ukończył studia lingwistyczne na Uniwersytecie Hunan. Jego zainteresowania skupiały się głównie na literaturze zachodniej. Uzyskał tytuł magistra literatury angielskiej i amerykańskiej. Następnie przeniósł się do Niemiec.
Zhang Zao zaczął pisać we wczesnych latach osiemdziesiątych, zainspirowany nurtem poezji ukrytej, który wyłonił się w chińskiej literaturze wraz ze śmiercią Mao Zedonga w 1976 roku. Decydującym jednak czynnikiem, który pchnął go do pisania były jego eksperymenty prowadzone na płaszczyźnie języka. Pomimo niemożliwości publikacji w tym czasie, w nielegalnym obiegu znalazły się dwie jego prace: Kwietniowa Antologia oraz Jabłko, Drewno - I kto tam był?. W tym samym czasie podjął się również tłumaczeń zachodniej poezji, rozszerzając tym samym zakres swoich poszukiwań na literaturę francuską, niemiecką i rosyjską.
Źródło:
International Poetry Web